# Programmazione neurolinguistica

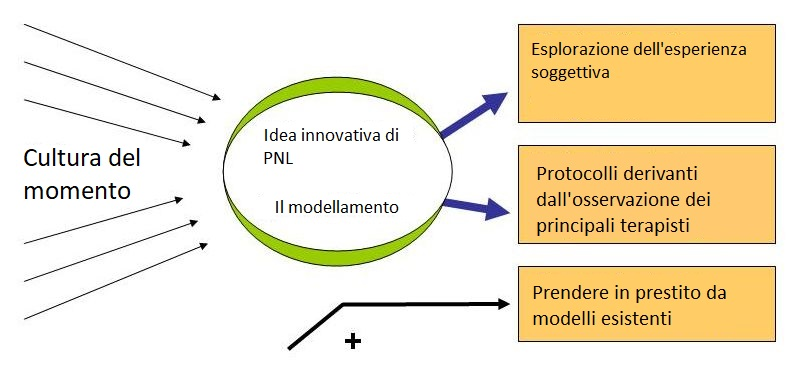
Schema del modellamento secondo la PNL, ovvero apprendere tramite le esperienze degli altri

La programmazione neurolinguistica (PNL; in inglese neuro-linguistic programming, NLP) è un approccio pseudoscientifico alla comunicazione e un sistema di "life coaching", "self-help" e "counseling", definito da alcuni suoi promotori come «un approccio alla comunicazione, allo sviluppo personale e alla psicoterapia», ideato in California negli anni settanta del XX secolo da Richard Bandler e John Grinder. Il nome deriva dall'idea che ci sia una connessione fra i processi neurologici ("neuro"), il linguaggio ("linguistico") e gli schemi comportamentali appresi con l'esperienza ("programmazione"), affermando che questi schemi possono essere organizzati per raggiungere specifici obiettivi nella vita.
Non esistono prove scientifiche a sostegno della PNL, e gli studi mostrano un consenso generale riguardo alla sua inefficacia. Il suo modello terapeutico non ha validità scientifica ed essa è considerata una pseudoscienza, priva di riscontri. Tali caratteristiche ne fanno un caso di studio nell'insegnamento universitario e professionale, dove viene utilizzato come modello di teoria pseudoscientifica.

## Aspetti generali

### Definizioni
L'Oxford English Dictionary descrive la PNL come "un modello di comunicazione interpersonale che si occupa principalmente della relazione fra gli schemi di comportamento di successo sia le esperienze soggettive (in particolare gli schemi di pensiero) che ne sono alla base “sia un sistema di terapia alternativa basato su questo che cerca di istruire le persone all'autoconsapevolezza e alla comunicazione efficace, sia a cambiare i propri schemi di comportamento mentale ed emozionale".

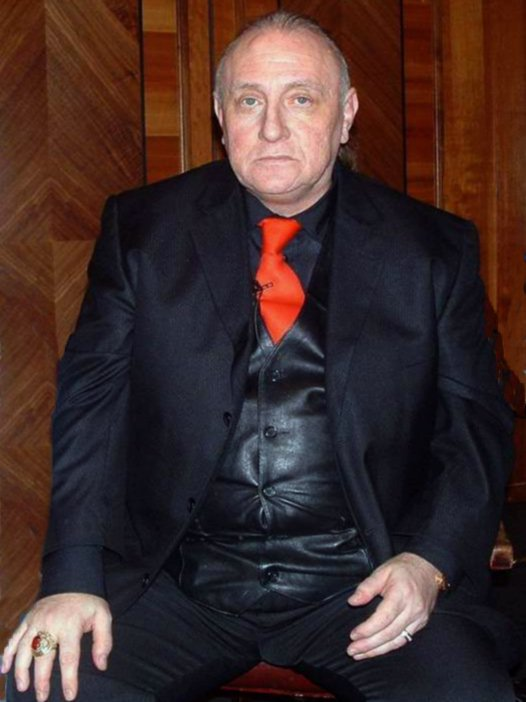
Richard Bandler

Secondo i fondatori del movimento, Richard Bandler e il linguista John Grinder, la PNL sarebbe strumentale "all'individuazione delle modalità per aiutare le persone ad avere vite migliori, più complete e più ricche".
Essi coniarono il termine per denotare un presunto collegamento teorico fra i processi neurologici ("neuro"), il linguaggio ("linguistico") e gli schemi comportamentali che sono stati appresi con l'esperienza ("programmazione"), sostenendo che questi schemi possono essere organizzati per raggiungere specifici obiettivi nella vita.
Bandler ha sostenuto che gli esseri umani sono letteralmente programmabili: «Quando ho cominciato a usare il termine programmazione le persone si arrabbiarono veramente. Hanno detto cose come: "state dicendo che noi siamo come le macchine. Siamo esseri umani, non robot." Ciò che stavo dicendo veramente era proprio l'opposto. Siamo la sola macchina che può programmarsi. Siamo auto-programmabili. Possiamo impostare programmi deliberatamente progettati e automatizzati che funzionano da soli per occuparsi di noiose mansioni terrene, liberando così le nostre menti per fare altre cose più interessanti e creative.»

### Concetti fondamentali
L'idea centrale della PNL è che la totalità dell'individuo interagisce nelle sue componenti ("linguaggio", "convinzioni" e "fisiologia") nel creare percezioni con determinate caratteristiche qualitative e quantitative: l'interpretazione soggettiva di questa struttura dà significato al mondo. Modificando i significati attraverso una trasformazione della struttura percettiva (detta mappa, cioè l'universo simbolico di riferimento), la persona può intraprendere cambiamenti di atteggiamento e di comportamenti. La percezione del mondo, e di conseguenza la risposta ad esso, possono essere modificate applicando opportune tecniche di cambiamento.
La PNL ha tra i suoi scopi, quindi, l'obiettivo di sviluppare abitudini/reazioni di successo, amplificando i comportamenti "facilitanti" (cioè efficaci) e diminuendo quelli "limitanti" (cioè indesiderati).
Il cambiamento può avvenire anche riproducendo ("modellando") precisamente i comportamenti delle persone di successo allo scopo di creare un nuovo "strato" di esperienza (una tecnica chiamata modeling, o modellamento).

### L'opinione degli autori
La PNL fu promossa in origine dai fondatori Bandler e Grinder negli anni settanta come una forma straordinariamente efficace e rapida di terapia psicologica, affermando che potesse essere d'aiuto nella cura di fobie e disabilità di apprendimento, addirittura tramite una singola sessione di un'ora.
Michael Heap, in un articolo sulla PNL scritto nel 1988 per The Psychologist, la rivista mensile della Società psicologica britannica, riferiva di un'affermazione da lui ascoltata durante un seminario di PNL, secondo la quale problemi di pronuncia potevano essere eliminati in cinque minuti tramite un NLP Training Programme.
Bandler e Grinder, in The Structure of Magic (1975), scrissero che "Il (...) desiderio in questo libro non è mettere in discussione la qualità magica della nostra esperienza su questi stregoni terapeutici, ma piuttosto indicare che questa magia che compiono - psicoterapia... come altre attività umane complesse quali dipingere, comporre musica, o mandare un uomo sulla luna - ha una struttura ed è, quindi, imparabile, date le risorse adatte. Nostra intenzione non è nemmeno sostenere che leggere un libro può assicurare che abbiate queste qualità dinamiche. Non desideriamo in particolare rivendicare che abbiamo scoperto “il giusto" o il più potente approccio alla psicoterapia. Desideriamo soltanto presentare un insieme specifico di strumenti che ci sembrano essere impliciti nelle azioni di questi terapisti, in modo che possiate cominciare o continuare il processo infinito per migliorare, arricchire e ampliare le capacità che offrite per assistere le persone."

### Il nome
Il nome scelto dai fondatori della disciplina sintetizza tre componenti:
- Programmazione, cioè la capacità di influire sulle modalità di comportamento variabili e fondate sulla percezione e sull'esperienza individuali. Tramite la PNL si interverrebbe su una gamma predefinita di comportamenti (programmi o schemi), che funzionano in modo inconsapevole ed automatico;
- Neuro, ovvero i processi neurologici del comportamento umano, basato su come il sistema nervoso riceve stimoli dagli organi di senso e li rielabora come percezioni e rappresentazioni;
- Linguistica, che definisce il sistema con cui i processi mentali umani sono codificati, organizzati e trasformati attraverso il linguaggio.

## Efficacia e utilizzo

### Gli effetti secondo gli autori
Secondo gli autori, questa tecnica sarebbe stata capace di intervenire su problemi in cui gli psicoterapeuti incorrevano di frequente, quali fobie, depressione, abitudini ossessive, disturbi psicosomatici.
Gli autori sostennero che una singola sessione di PNL combinata con ipnosi potesse eliminare la miopia, e addirittura curare un comune raffreddore. Questi presunti effetti non sono stati più messi in luce nelle opere più recenti dei due, in cui ci si focalizza più sull'aspetto prettamente psicologico.
Bandler e Grinder rivendicavano che combinando i metodi di PNL con la regressione ipnotica, una persona può non solo essere curata efficacemente da un problema, ma anche resa amnesica in primo luogo del fatto di avere avuto il problema. Dopo una sessione della terapia, i fumatori riuscirebbero a negare di aver mai fumato prima, anche quando la loro famiglia e amici insistono altrimenti e anche di fronte a prove come le macchie della nicotina. Il potenziale dell'autodeterminazione sovrasterebbe anche le limitazioni dell'istruzione.
Successivamente è stata promossa come "scienza di eccellenza", derivata dallo studio di come persone di successo o eccezionali in campi differenti avrebbero ottenuto i propri risultati.
È stato asserito che queste abilità possono essere imparate da chiunque per migliorare la propria efficacia sia personale, sia professionale.

### Assenza di riconoscimento scientifico
Nonostante l'abbondanza di affermazioni a sostegno da parte dei suoi promotori, già all'epoca della pubblicazione gli autori non riuscirono a portare alcuna evidenza empirica a sostegno. Questo fatto, insieme ai dubbi sulla fondatezza dei meccanismi presentati, ha fatto sì che la PNL non abbia guadagnato consenso e sostegno nella comunità scientifica.
La programmazione neurolinguistica oggi non viene considerata parte della corrente più moderna della psicologia, e ha ottenuto solo un limitato impatto in alcune tecniche di psicoterapia e di counseling.
La PNL è stata per diverso tempo accomunata a varie tecniche di manipolazione psicologica: Milton Erickson rispondeva a tali accuse verso la sua ipnosi affermando, argomento poi ripreso da Bandler e Grinder, che tutti ci "manipoliamo" per diverse ragioni e spesso a fin di bene, come fa una madre che accudisce i suoi figli e trasmette loro modi, pensieri e valori, o come fa un docente con i suoi allievi.

### Diffusione
Oggi la PNL viene usata principalmente da praticanti delle forme di psicoterapia e psicologia parascientifica, soprattutto legati agli ambienti dell'ipnositerapia, del life coaching, del marketing e della formazione aziendale. In una indagine sull'industria del coaching in Australia, il 13% di chi ha risposto riportava di essere stato formato alla PNL e/o allo sviluppo personale.
Heap scrisse nel 1988 che, stante la difficoltà nello stimare la diffusione della PNL, il numero di persone formate al livello di "praticante" nel Regno Unito sembrava essere di almeno 50.000. Sempre secondo Heap, la tecnica era insegnata in numerosi seminari, specie nei paesi anglosassoni, in Norvegia, Spagna e Brasile, con modalità pratiche forse diverse.
Fuori dall'ambito terapeutico psicologico e del coaching, alcuni artisti dell'ambito dell'illusionismo psicologico e del mentalismo, come Derren Brown, hanno seguito anche dei corsi di formazione in PNL, allo scopo di affinare alcune delle proprie tecniche di spettacolo. Brown, scettico verso le cosiddette pseudoscienze, comunque non ha mai affermato che la PNL funziona, ma solo che Bandler è un grande affabulatore del pubblico.

## Applicazioni

### Medicina alternativa
La promozione della programmazione neurolinguistica è avvenuta tramite la promessa di poter essere utilizzata per trattare una varietà di malattie tra cui la malattia di Parkinson, l'HIV/AIDS e il cancro. Tali affermazioni non hanno alcuna prova medica di supporto. Le persone che usano la programmazione neurolinguistica come forma di trattamento rischiano gravi conseguenze negative per la salute in quanto possono ritardare la fornitura di cure mediche efficaci.

### Psicoterapia
I primi libri sulla PNL avevano un focus psicoterapeutico dato che i primi modelli erano psicoterapeuti. Come approccio alla psicoterapia, la PNL condivide simili presupposti di base e fondamenti in comune con alcune pratiche contemporanee brevi e sistemiche. È stato anche riconosciuto che la PNL ha influenzato queste pratiche con le sue tecniche di reframing che cercano di ottenere un cambiamento di comportamento spostando il suo contesto o significato.
I due principali usi terapeutici della PNL sono, in primo luogo, come aggiunta da parte di terapeuti che praticano altre discipline terapeutiche e, in secondo luogo, come una terapia specifica chiamata psicoterapia neurolinguistica.

### Altri usi
Anche se le tecniche di base originali della PNL avevano un orientamento terapeutico, la loro natura generica ha permesso di applicarle ad altri campi. Queste applicazioni includono la persuasione, le vendite, la negoziazione, lo sport, l'insegnamento, il coaching, il team building, il parlare in pubblico, e nel processo di assunzione del personale.
In Italia ha cominciato a diffondersi all'inizio degli anni ottanta, inizialmente nel settore della formazione manageriale.
La PNL è tuttora considerata una pseudoscienza, e gli stessi sostenitori affermano che le sue applicazioni non debbano necessariamente avere fondamento scientifico, perché i principi fondamentali sono "ipotesi di lavoro che possono essere vere o meno. Il problema non è se siano vere, bensì se siano utili".

### La tecnica
La PNL si propone come una metodologia di "studio della struttura dell'esperienza soggettiva" (Robert Dilts).
L'obiettivo pratico è comprendere come alcune persone riescano ad ottenere determinati risultati: questo dovrebbe avvenire tramite l'analisi, l'apprendimento e il modellamento (cioè l'acquisizione volontaria di determinati comportamenti).
L'analisi dovrebbe condurre a definire un modello comportamentale, che poi dovrebbe essere replicato nel "paziente" tramite l'acquisizione dei modelli considerati efficaci. Ai modelli acquisiti da altri, si affiancherebbero poi modelli già in possesso del "paziente", ottenuti da esperienze passate e positive.

### Il modellamento
Il modellamento, cioè la pratica di rilevare e riprodurre modelli comportamentali, può essere di due tipi: intuitivo o analitico.
Nel primo caso, il modellamento avviene tramite un'imitazione inconsapevole degli schemi di comportamento di un modello: questo processo avverrebbe nella relazione tra bambino e genitori, i quali sono imitati e presi ad esempio senza alcun genere di consapevolezza da parte del bambino.
Il modellamento analitico invece prevede una meticolosa raccolta di informazioni relative alla strategia messa in atto dalla persona per ottenere un certo risultato. Tramite l'ascolto di racconti ed esperienze, si estrapolano i meccanismi chiave dell'abilità desiderata, e si cerca di replicarli.
I fautori della PNL pongono attenzione sulla persona oggetto dell'intervento, sostenendo che gli esseri umani possiedano già tutte le risorse di cui hanno bisogno, pur essendo queste risorse non sviluppate o inesplorate. Il ruolo del "programmatore", cioè l'esperto praticante di PNL, sarebbe dunque quello di aiutare la persona (cioè l'allievo in addestramento in PNL) ad esplorare la sua "mappa del mondo", svolgendo domande specifiche per stimolare questo processo del ricevente.
L'analisi dei diversi punti di vista di un problema viene usata per definire ed eliminare convinzioni ritenute limitanti e tramite l'esplorazione dell'"ecologia", cioè del tessuto di relazioni di una persona, si cercano di definire le conseguenze del raggiungimento degli obiettivi predeterminati e gli influssi sul benessere di una persona.

## Storia

### Anni Settanta: fondazione e primo sviluppo della PNL
La PNL fu fondata e sviluppata da Richard Bandler e John Grinder all'Università della California, a Santa Cruz, tra gli anni sessanta e settanta. In quegli anni i seminari sul potenziale umano in California si svilupparono come un settore autonomo, creando un filone di interesse che comprendeva sia reali movimenti scientifici sia teorie pseudoscientifiche e new Age.
Gregory Bateson, ed in particolare le sue idee sul modellamento umano e sul concetto di mappa e territorio (la mappa non è il territorio) fu influenzato da Alfred Korzybski. Queste idee furono adottate da Bandler e Grinder.
Dal 1972 i fondatori della PNL si interessarono alle eccezionali capacità comunicative del terapeuta di scuola Gestalt Fritz Perls, della terapeuta della famiglia Virginia Satir, e dal presidente fondatore della Società Americana della Ipnosi clinica, Milton H. Erickson. Studiarono anche la teoria del linguaggio del corpo e della comunicazione non verbale, soprattutto gli indicatori oculari.
Usando questi terapeuti come modelli, furono pubblicati La struttura della Magia (1975) e I Modelli di Milton H. Erickson (1976, 1977). Alla fine degli anni '70 Leslie Cameron-Bandler, Judith DeLozier, Robert Dilts e David Gordon lavorarono sia con i co-fondatori che separatamente per contribuire allo sviluppo della PNL.

### Anni Ottanta: nuovi sviluppi e valutazione scientifica

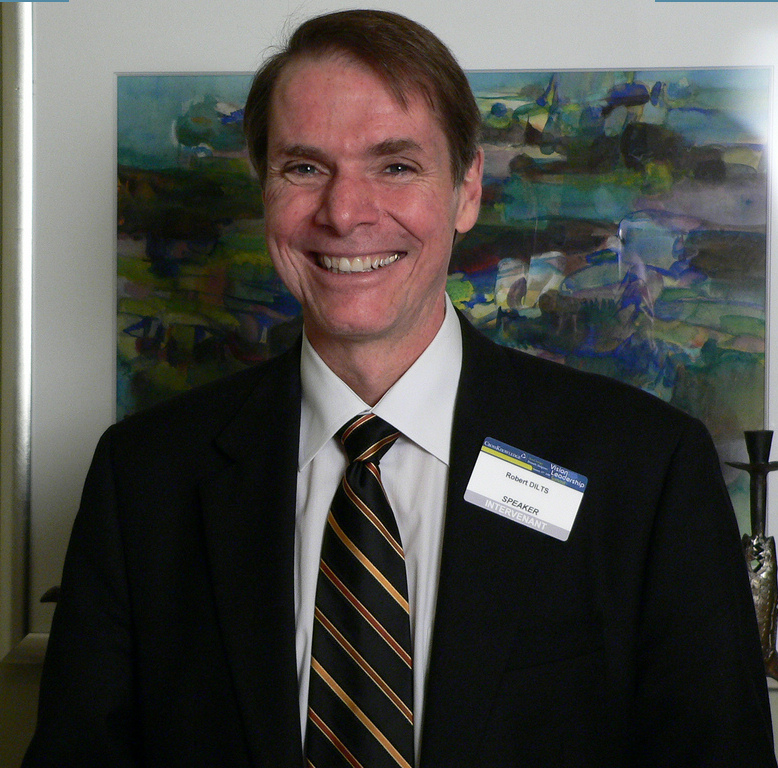
Robert Dilts

Negli anni ottanta poco dopo la pubblicazione di La Programmazione NeuroLinguistica Volume I con Robert Dilts e Judith DeLozier, Grinder e Bandler si ritirarono.
Sorsero diversi conflitti e cause legali per la proprietà intellettuale delle teorie, e la PNL cominciò ad essere sviluppata da diverse persone.
Negli anni '80 John Grinder e Judith DeLozier collaborarono a sviluppare una forma di PNL chiamata il Nuovo Codice della PNL che tentava di ripristinare un approccio PNL sistemico alla totalità mente-corpo. Anche Richard Bandler pubblicò nuovi processi con sottomodalità ed ipnosi ericksoniana in Using your brain: For a Change (1984).
Contemporaneamente Anthony Robbins, che insegnava la PNL già alla fine degli anni '70, cominciò una massiccia operazione per incorporare la PNL (ridefinita come Condizionamento Neuro Associativo) al settore del marketing.
Altri studenti e professionisti di PNL elaborarono, definirono e svilupparono le loro integrazioni alla PNL. Michael Hall propose una PNL focalizzata sui cosiddetti “meta-stati” (una condizione in cui si cambiava posizione percettiva e si osservava il sé da una prospettiva più ampia tramite la coscienza auto-riflessiva).
Tad James sviluppò una tecnica terapeutica basata sulla linea del tempo (timeline) dove i clienti erano incoraggiati a visualizzare, e possibilmente a creare fisicamente la linea del tempo della loro vita o tratti di essa, e poi ad alterarla e migliorarla. Ulteriori contributi alla PNL vennero da Judith DeLozier e Connirae e Steve Andreas. Data la numerosità dei contributi e delle persone coinvolte, non esisteva un modello definito ed univoco di PNL.
Alla fine degli anni '80, le ricerche nel campo della psicologia del counseling sperimentale di Sharpley (1984, 1987) ed il Consiglio della Ricerca Nazionale degli USA diedero un giudizio complessivamente negativo della PNL.
Di seguito, la ricerca sulla PNL subì un brusco rallentamento, ulteriormente acuito dall'emergere degli abusi di cocaina e alcol di Bandler e dal suo coinvolgimento nel caso di omicidio di Corine Christensen, una sua studentessa che esercitava come prostituta ed era coinvolta anche nello spaccio di droga; nonostante il proscioglimento da quest'ultima accusa e la riabilitazione dello studioso dalla sua dipendenza, tutti questi fatti intaccarono fortemente la credibilità dell'autore e delle sue affermazioni.

### Anni Novanta: controversie, divisioni, e marketing
Nel luglio 1996, dopo molti anni di battaglie legali, Bandler fece causa a John Grinder e altri, reclamando la proprietà esclusiva della PNL sin dalla sua fondazione, ed il diritto esclusivo di usare il termine come marchio registrato.

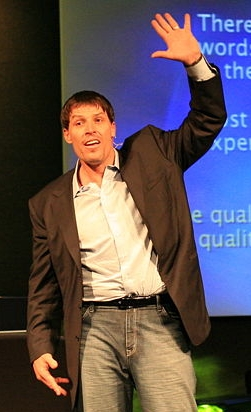
Anthony Robbins

Contemporaneamente, nel Regno Unito, Tony Clarkson, un praticante inglese, chiese con successo alla High Court di revocare la registrazione inglese fatta da Bandler del marchio PNL, al fine di chiarire legalmente che PNL era un termine generico e non una proprietà intellettuale.
A causa della frammentazione delle varie correnti, e soprattutto della mancanza di una struttura normativa che ne regolamentasse e disciplinasse la pratica, negli anni novanta la PNL cominciò ad essere proposta e pubblicizzata come il rimedio per eccellenza, la panacea o la soluzione miracolosa di una vasta serie di problemi.
Cominciarono ad abbondare i modelli di dubbia qualità, sviluppati da praticanti più interessati a sfruttare la moda e il fascino new Age, piuttosto che l'approfondimento scientifico.
Nel 1994 Michael Hall, psicologo della scuola del comportamentismo cognitivista, studiò e sviluppò con Bandler una nuova tecnica, la neuro-semantica, un sistema che avrebbe dovuto affrontare e risolvere alcune delle debolezze percepite della PNL.

### Anni 2000: risoluzione dei conflitti legali e regolamentazione governativa
Nel 2001 le controversie legali furono chiuse con la conciliazione tra Bandler e Grinder che si accordarono nell'essere identificati come co-fondatori della PNL.
Sin dal 1978, la formazione dei praticanti era affidata ad un solo programma di certificazione della durata di 20 giorni. Un rinnovato interesse verso la disciplina spinse a implementare nuove modalità di formazione nella struttura dei corsi e la progettazione cambiò, differenziandosi da istituto a istituto.
Negli anni '90, in seguito al tentativo di regolamentare formalmente il diffondersi della PNL in Inghilterra, altri governi cominciarono a certificare i corsi di PNL ed i relativi fornitori, come per esempio in Australia, dove un diploma in PNL è accreditato nell'ambito del "Qualifications framework" australiano (AFQ)..
Fatti salvi questi casi peculiari, la maggior parte degli stati non assegna alcun riconoscimento ufficiale a questa pratica e sarebbe difficile stabilire delle linee guida comuni a causa della miriade di differenti autori, formatori e praticanti che hanno sviluppato i loro propri metodi, concetti e definizioni, spesso tutte chiamate in modo indifferenziato "PNL".
In Europa, l'associazione di terapia di PNL sta promuovendo la formazione in linea con gli standard europei. La molteplicità delle proposte e la mancanza di controlli hanno reso difficile distinguere, su base comparativa, i livelli di competenza, abilità e atteggiamento nei vari corsi di formazione PNL. Secondo Pete Schutz la durata del training in Europa varia da 2-3 giorni, per chi lo affronta per hobby, a 35-40 giorni, fino a 9 mesi per raggiungere un livello di competenza professionale.

## Controversie

### Lo status di pseudoscienza
La PNL non viene considerata una scienza, ma una pseudoscienza: le sue affermazioni non sono basate sul metodo scientifico, e molte delle tecniche che utilizza sono basate su teorie che non hanno fondamento nell'attuale corpus di conoscenze mediche e psicologiche.
Secondo alcuni autori, i termini usati e il nome stesso sarebbero un pretesto per trovare legittimazione in discipline come le neuroscienze, la neurolinguistica e la psicologia: tra questi Michael Corballis, del Dipartimento di Psicologia dell'università di Auckland che nel 1999 ha scritto che "PNL è un titolo completamente falso, progettato per dare l'impressione di rispettabilità scientifica".
Barry Beyerstein nel 1995 scrisse che le teorie della PNL sul rapporto tra gli stili cognitivi e le funzioni cerebrali "risultano in ultima analisi delle grezze analogie".

### L'assenza di prove scientifiche
Una seconda critica frequente, riguarda l'assenza di prove empiriche e ricerche strutturate per quanto riguarda le teorie sostenute dalla PNL, alcune delle quali contrarie alle attuali conoscenze.
Michael Heap sottolineò nel 1988 l'assenza delle teorie sviluppate dai fondatori della PNL sulle riviste o sui libri di testo dedicati alla psicologia. Secondo Heap, tali affermazioni sarebbero state, se corrette, scoperte notevoli e con importanti implicazioni. Heap approfondì l'argomento con colleghi accademici, ricercatori e insegnanti, scoprendo che tra gli studiosi del settore la PNL aveva scarsa diffusione e ancor più scarso credito.
Questa opinione venne rafforzata dallo studio di Efran e Lukens (1990), che scrissero che "l'interesse originario per la PNL si è trasformato in disillusione dopo averla studiata, tanto che oggi in psicoterapia è solo raramente citata.
Nelle opere degli autori che hanno fondato la PNL, è assente il meticoloso procedimento di indagine e osservazione che è invece richiesto dall'applicazione del metodo scientifico.

### I mancati risultati
Quando le teorie della PNL sono state sottoposte a verifica, sono per la maggior parte risultate infondate.
Una ricerca condotta da Christopher Sharpley nel 1984 seguita da un'altra di revisione nel 1987 in risposta alle critiche mosse da Einspruch Forman, concluse che c'erano scarsi elementi probatori per la sua utilità come un efficace strumento di consulenza., conclusione supportata anche da Michael Heap nel suo saggio del 1988.
Un gruppo di ricercatori del Counselling Psychology Review (CPR), ha esaminato nel 1995 diverse tecniche e teorie della PNL, concludendo che:
- "Non esistono correlazioni significative tra i movimenti oculari e i predicati verbali e scritti"
- "La teoria della PNL circa la determinazione del sistema di rappresentazione preferito da un partecipante in base all'osservazione di un comportamento esterno non può essere sostenuta dall'evidenza sperimentale, così come non sono sostenibili le affermazioni della PNL nel generalizzare la comprensione (rapport)"
- "Non esiste alcuna esposizione sistematica definitiva della PNL. Anche se le caratteristiche fondamentali non mutano nelle diverse presentazioni, aspetti particolari sono messi in rilievo spesso in modo contraddittorio"
- "Molte delle teorie considerate congruenti con la PNL sono metafore che non hanno grande influenza o non sono accettate nella letteratura scientifica (...) Non c'è alcuna evidenza a sostegno della relazione tra movimenti oculari e rappresentazioni del pensiero postulata dalla PNL (...) I fondamenti della PNL (...) sono una serie di aneddoti e di fatti concatenati che non portano ad alcuna conclusione"
- "La descrizione dei processi biologici fondamentali è piena di errori piccoli ma significativi (...) I riferimenti alla letteratura biologica e psicologica sono obsoleti (...) e le citazioni di psicologia cognitiva ignorano gli ultimi venti anni di risultati in questo campo (...) In breve, il sistema dei modelli oculari, linguistici, di postura e di tono della PNL non deriva né è derivabile da lavori scientifici noti"
- Relativamente alla possibilità di curare le fobie in pochi minuti: "Non ci sono studi che corroborino questa affermazione"
- "La variabile dipendente usata nella maggior parte degli studi di PNL è l'empatia tra cliente e terapeuta, misurata su una particolare scala (...) Non si tratta di un indice soddisfacente per valutare l'efficacia del terapeuta. Si può trovare un terapeuta di grande empatia, ma inefficace nel modificare comportamenti o sentimenti (...) In conclusione, le prove empiriche a sostegno sia degli assunti sia dell'efficacia della PNL sono praticamente inesistenti"

In seguito, anche la Association française pour l'information scientifique ha definito la PNL come pseudoscienza.

### La vicinanza con gli ambienti esoterici
Il New Zealand Cults & Religious Groups List identifica la PNL come un derivato moderno della New Age facente capo ai Large Group Awareness Training Programs. Nello Skeptic's Dictionary vengono sottolineate l'ascientificità delle asserzioni della PNL, e il mero utilizzo di un sistema empatico-amicale per cercare di risolvere le problematiche emergenti nelle sedute.
Massimo Introvigne sottolinea come alcuni esponenti della PNL abbiano avuto contatti con ambienti esoterici, e considera i suoi successivi sviluppi ad opera di Anthony Robbins come centrali nel movimento Next Age. Robbins si sarebbe "formato in quella singolare zona d'incontro fra tecniche per la felicità individuale ed esoterismo che è la Programmazione Neuro Linguistica (PNL) di Richard Bandler e John Grinder"

### Assenza di riconoscimento ufficiale
Alle varie certificazioni (practitioner, master practitioner, trainer, counselor ecc.) offerte dai corsi di PNL attualmente non è riconosciuto alcun valore legale.
Analogamente, i vari corsi privati che formano queste figure in genere non sono promossi da scuole di psicologia, anche se a volte vi insegnano psicologi e/o psicoterapeuti (come nel caso del fondatore Richard Bandler, che però non è iscritto ad alcun albo professionale, pur essendo laureato in psicologia). È comunque contrario alla deontologia professionale degli psicologi insegnare tecniche che non abbiano saldi fondamenti scientifici.
Nel 2004 il MIUR ha permesso ad una scuola di psicoterapeuti di Bari, che fa uso anche della programmazione neurolinguistica terapeutica (PNL-t), di attivare un corso di formazione per psicoterapeuti.
Al giorno d'oggi le certificazioni PNL non hanno riconoscimento ufficiale e non consentono l'esercizio della professione di psicologo, per la quale è richiesto un titolo di laurea magistrale e iscrizione all'albo, in Italia è però possibile entrare nel registro professionale dei counsellor (dopo attenta valutazione) secondo la norma 4/2013.